# Anna Golúbkina
Anna Semiónovna Golúbkina (en rus, Анна Семёновна Голубкина; Zaraisk, 16 de gener de 1864 - Moscou, 7 de setembre de 1927) va ser una escultora impressionista russa. Com a primera escultora russa en rebre el premi del Saló de París, és considerada la primera escultora russa destacada. Golúbkina també va tenir una exposició al prestigiós Museu Alexandre III. Un cràter a Venus porta el seu nom.

## Biografia
Anna va néixer a Zaraisk, a la gubèrnia de Riazan (actualment, l'óblast de Moscou) en el si d'una família de pagesos vells creients. El seu pare va morir quan ella tenia només dos anys. Va ser criada pel seu avi, Polikarp Sídorovitx Golubkin, un pagès de vegetals i, probablement, el cap de la comunitat filippovtsi local.
Anna no va rebre ni educació primària fins als 25 anys. Malgrat la seva manca total d'educació formal, tots els nens de la família de Golubkin sabien llegir i escriure i la germana gran d'Anna, Alexandra, va ser més tard infermera. El talent d'Anna Golubkina per la pintura i l'escultura va ser descobert per un professor d'art local, que li va recomanar que anés a Moscou per estudiar art.
El 1889 va fer les proves d'accés per a les classes d'Otto Gunst, una escola d'arquitectura. Sense educació formal, va suspendre alguns exàmens; però un examinador, l'escultor Serguei Volnukhin, va desafiar altres examinadors per trobar un escultor capaç de produir res com l'obra de Golúbkina Dona gran pregant. Volnukhin va convèncer no només que admetessin a Golúbkina, sinó que també renunciessin a cobrar la seva quota.

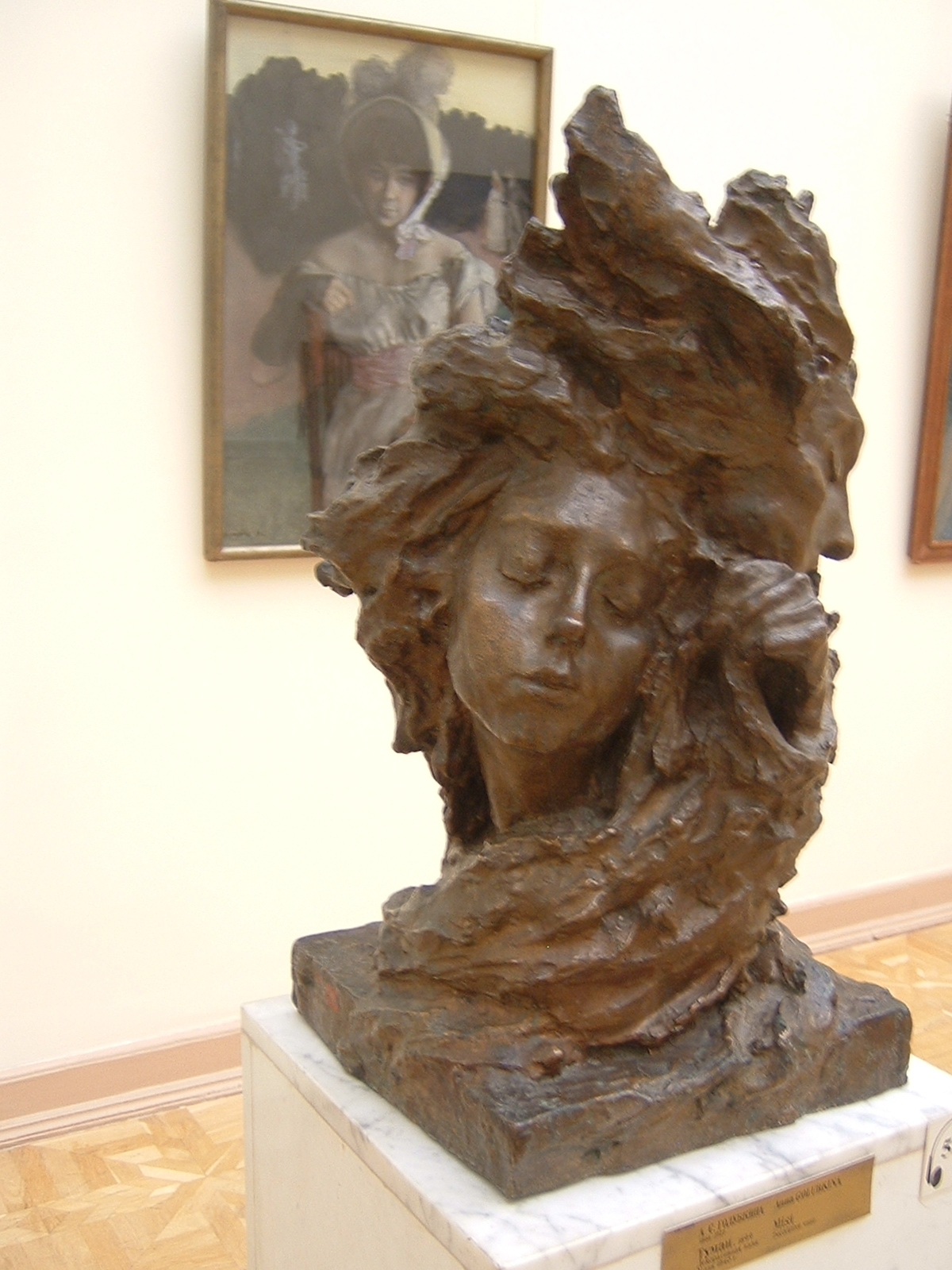
La boira (1899)

El proper any, l'escola va tancar per fallida. Anna Golúbkina va entrar a l'Escola de Pintura, Escultura i Arquitectura de Moscou, on va estudiar entre 1890 i 1894 amb el professor Serguei Ivanov. Un dels seus companys de classe va ser un altre conegut escultor Serguei Koniónkov.
El curs 1894-1895 va estudiar a l'Acadèmia Imperial de les Arts de Sant Petersburg a l'estudi de l'escultor Vladímir Beklemixev. Segons els investigadors, Beklemixev va ser objecte d'un tràgic amor no correspost amb Golúbkina, però no ho va saber mai.
El 1895 va marxar a París, on va estudiar a l'Académie Colarossi entre 1895 i 1897. En aquest moment els artistes russos en general eren a l'estranger, ja sigui perquè tenien algun tipus d'estipendi o suficients ingressos independents. Anna Golúbkina va ser una de les primeres que van arribar a París sense gairebé res de diners. Va patir fam, però va aconseguir produir escultures considerables, com El de ferro.
El 1897, va tornar breument a Rússia i, a continuació, es va convertir en un assistent d'Auguste Rodin (1897-1900) substituient Camille Claudel; Golúbkina també havia rebut una oferta de Mark Antokolski. Rodin va demanar el seu treball en les mans i les cames de les seves escultures. En aquest moment, ella també va produir La vellesa, El foc, La boira i moltes altres escultures originals. A La vellesa va emprar una al·lusió directa amb l'obra del mateixa Rodin. Va utilitzar el mateix model, assegut a la mateixa posició d'El pensador que Rodin havia creat catorze anys abans.
El 1901 va tornar a Moscou. El seu relleu L'onada instal·lada a la façana del Teatre d'Art de Moscou es considera un símbol de la modernitat russa. Va participar en la Revolució russa de 1905, va ser detinguda i condemnada a un any de presó per distribuir fullets, i va ser alliberada a causa del seu estat de salut. També va produir una sèrie de retrats escultòrics, incloent retrats d'Andrei Beli, Aleksei Rémizov, Lev Tolstoi i Karl Marx.
Golúbkina es va mostrar molt entusiasmada amb la Revolució d'Octubre de 1917, però es va negar a treballar amb el govern soviètic (incloent el pla de propaganda monumental de Lenin) després de l'execució dels antics diputats de la Duma Estatal. Finalment va accedir a ensenyar a la Vkhutemas, on seria professora de l'escultor tàtar Baqi Urmançe.
Anna Golúbkina va morir el 1927, mentre treballava en l'escultura d'Aleksandr Blok. Ella havia estat sotmesa a cirurgia i no podia aixecar objectes pesants. No obstant això, el treball en la gran escultura de fusta requeria molt esforç físic. Golúbkina va trobar-se molt malalta i va anar a Zaraisk amb la seva germana, Aleksandra Golúbkina, perquè l'ajudés. Va morir pocs dies després d'arribar-hi.
L'estudi d'Anna Golúbkina a Moscou es va convertir en un museu el 1932. Va ser el primer museu d'aquest tipus a Rússia.

## Obres seleccionades

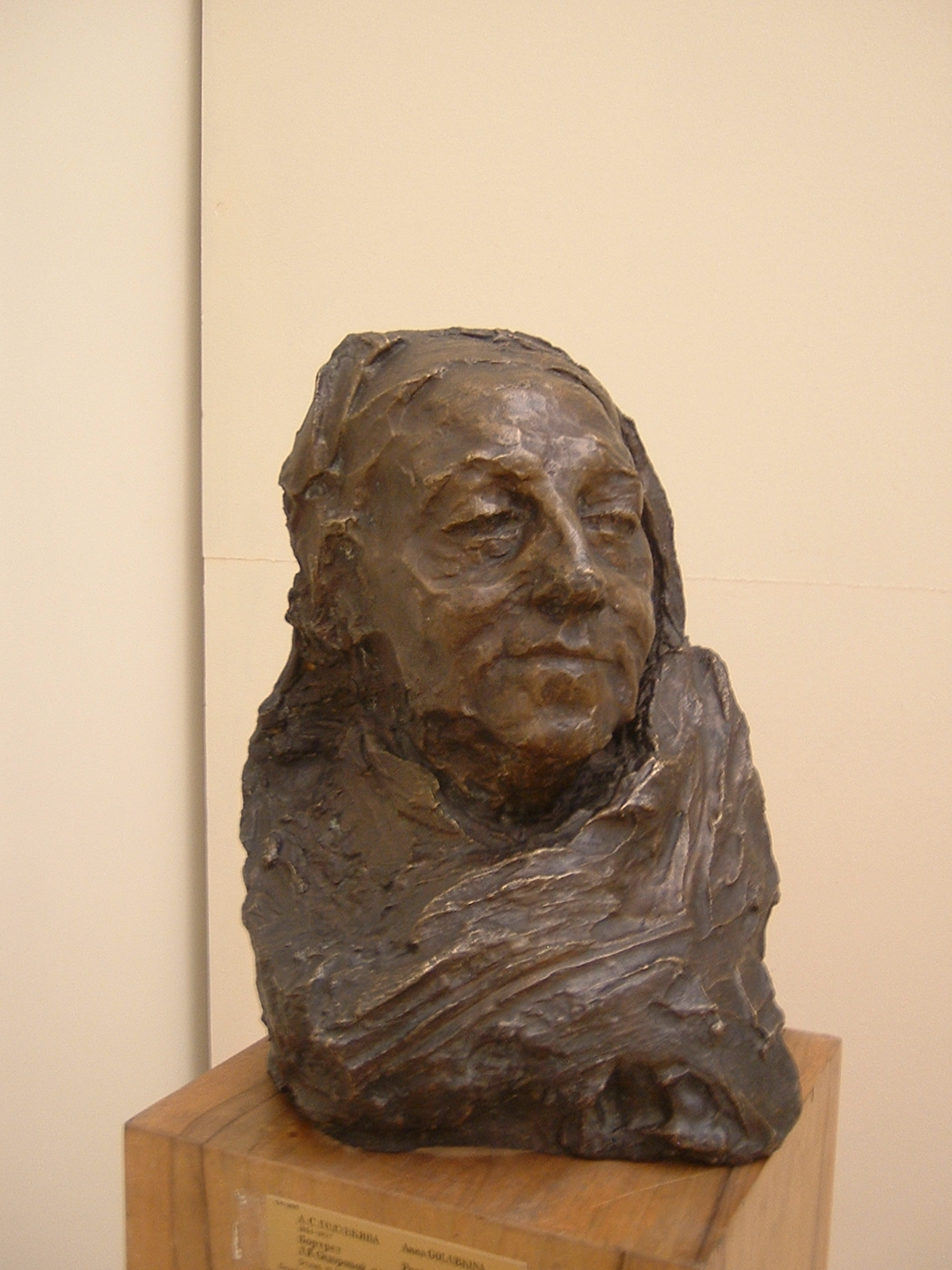
L.I. Sidorova (1906)
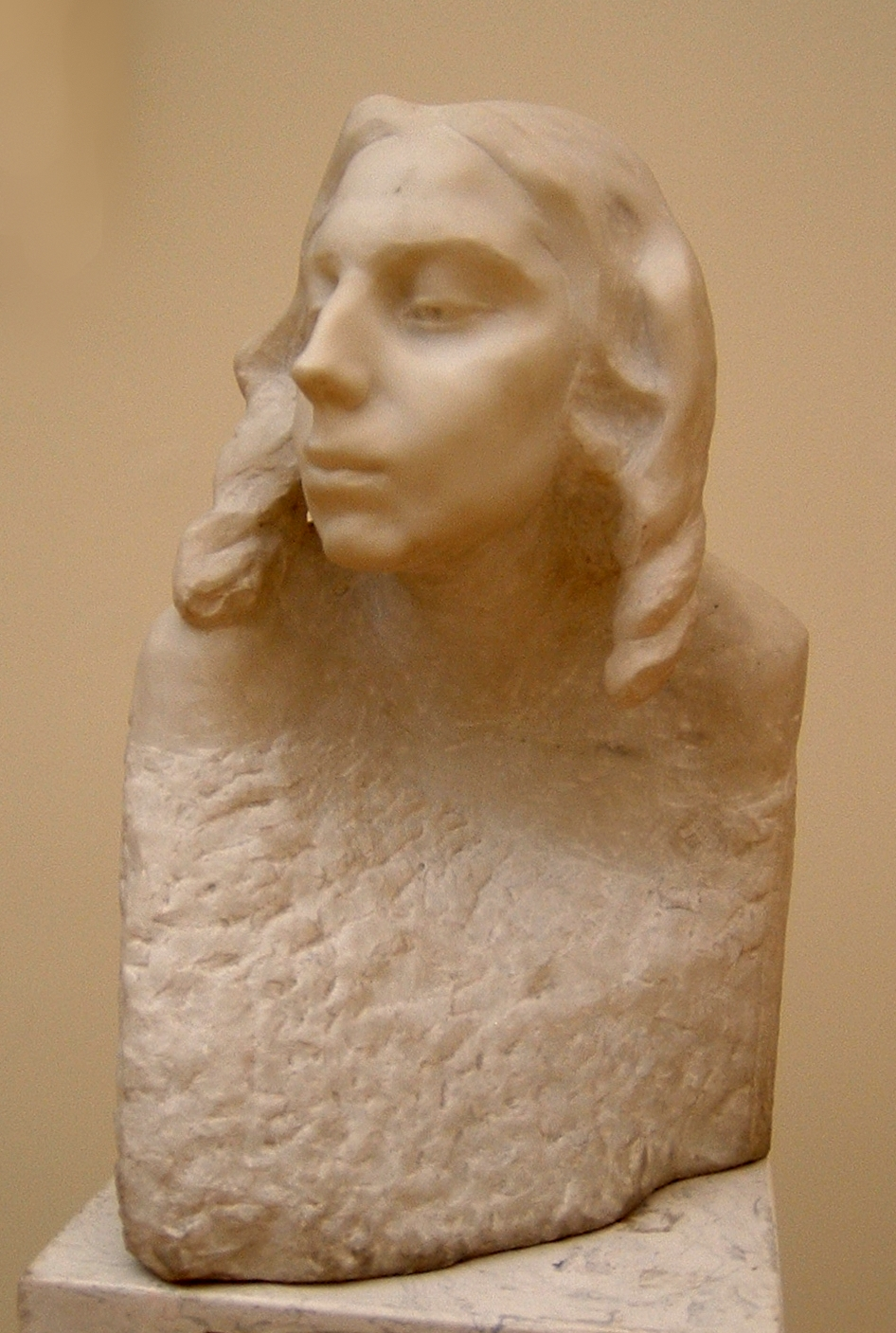
L'escultora Iekaterina Dmítrievna Nikiforova-Kirpitxnikova (1908)
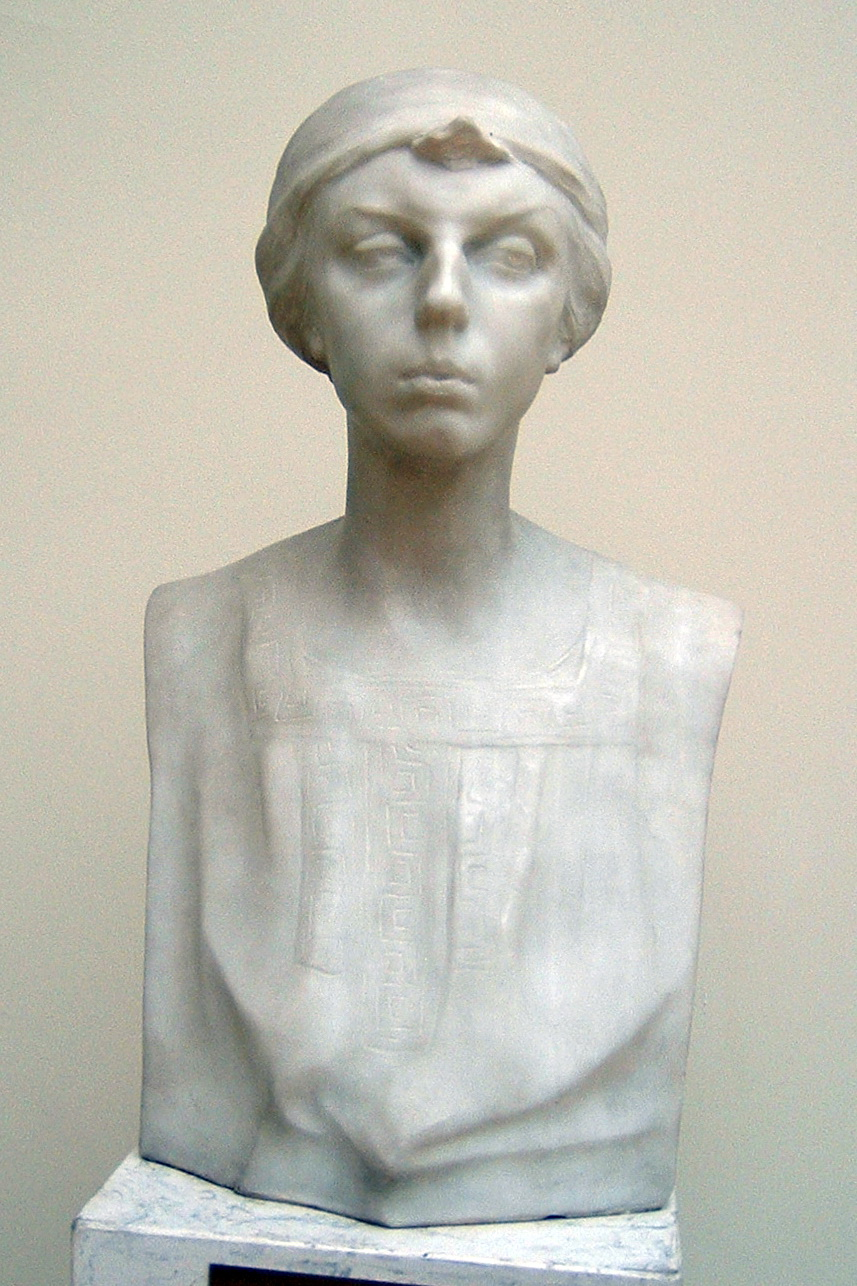
Ievfimia Pavlovna Nossova Riabuixinskaia (1912)
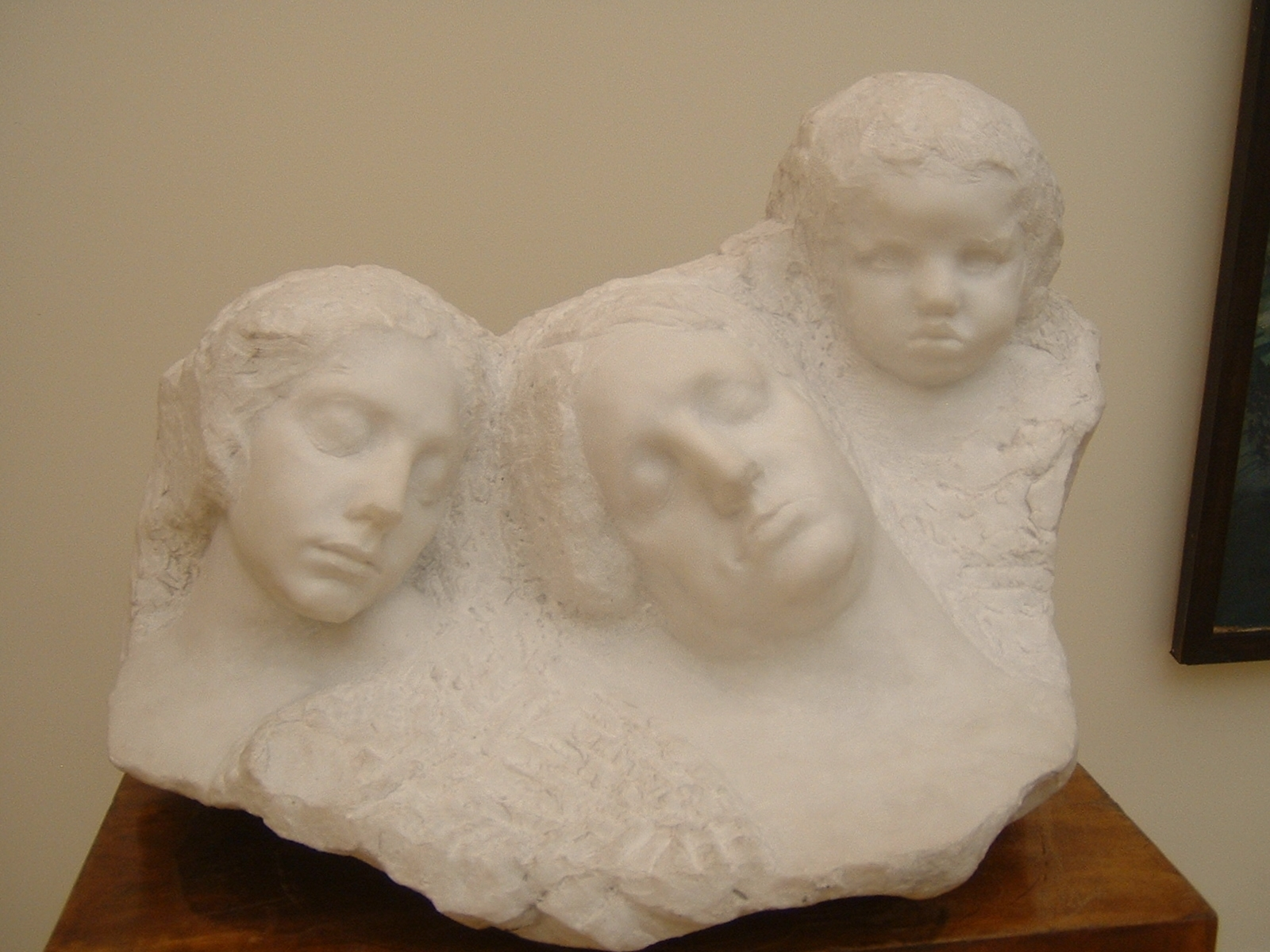
Dormint (1912)